# Juan Pablo Arenas
Juan Pablo Arenas Núñez, född 22 april 1987 i Santiago i Chile, är en chilensk fotbollsspelare (mittfältare) som spelar för Deportes Magallanes, dit han kom 2009 från Colo-Colo. Han gjorde proffsdebut för Colo-Colo som 17-åring mot Universidad 17 augusti 2004.
Arenas spelade för Chiles U20-landslag i Sydamerikas U20-mästerskap 2007 i Paraguay. Han gjorde två mål under mästerskapet – det första mot Colombia i en match som Chile vann med 5–0. Han var även med i truppen till U20-VM i herrfotboll 2007 i Kanada men spelade inte någon match.

## Meriter
| Säsong        | Klubb               | Titel                    |
| ------------- | ------------------- | ------------------------ |
| Apertura 2006 | Colo-Colo           | Primera División         |
| Clausura 2006 | Colo-Colo           | Primera División         |
| Apertura 2007 | Colo-Colo           | Primera División         |
| Clausura 2007 | Colo-Colo           | Primera División         |
| Torneo 2010   | Deportes Magallanes | Tercera Division A Chile |